# Let's Go!! (Party Rocketsの曲)
「Let's Go!!」は、Party Rocketsのメジャー4枚目のシングル。
2014年4月9日にROCKET BEATSから発売された。

## 概要
Let's Go!!
- 2014年2月22日、「Party Rockets 定期ライブ vol.14」にて初披露。
- 2014年4月1日、パティロケチャンネルにてMV公開。MV監督には、ケツメイシや、乃木坂46などの作品を手掛ける岡川太郎が起用されている。
- TBCテレビ『One Switch Cafe』 2014年4月度エンディングテーマに起用。
- 吉木悠佳「パティロケの新たなスタートにぴったりな、歌詞もメロディーも明るく春らしい曲で、聴くと前向きになれる曲だと思います!」[6]

好きすぎて生きるのがツライよ
- 2013年10月26日、「Party Rockets 定期ライブ vol.9」にて初披露。
- 菊地史夏「パーティーのような楽しさがあって、歌って踊ってる私もテンションが上がります」[6]

ディアフレンド
- 2012年10月14日、「Party Rockets 東京ワンマン LIVE」にて初披露。
- 藤田あかり「コウメちゃん最後の音源だし、すごく難しい曲で練習もレコーディングも苦労したけど、そのぶん思い入れの強い曲なので、じっくり聴いてほしいです」[6]

日常ドリーマー
- 2012年10月14日、「Party Rockets 東京ワンマン LIVE」にて初披露。
- 吉木悠佳「歌詞やリズムがかっこよくてパティロケの全部の曲の中でも特に好きなんです」[6]

## 収録曲

### Type A
CD
1. Let's Go!!
（作詞・作曲・編曲：三宅英明、コーラス：谷中麻衣）
2. 好きすぎて生きるのがツライよ
（作詞：吉水孝之、作曲・編曲：三宅英明、コーラス：谷中麻衣）
3. Let's Go!! (Instrumental)
4. 好きすぎて生きるのがツライよ (Instrumental)

### Type B
CD
1. Let's Go!!
2. ディアフレンド (singing by 吉木悠佳、藤田あかり、菊地史夏、渡邉幸愛)[4]
（作詞：吉水孝之、作曲・編曲：三宅英明、コーラス：雪菜）
3. Let's Go!! (Instrumental)
4. ディアフレンド (Instrumental)

### Type C
CD
1. Let's Go!!
2. 日常ドリーマー
（作詞：吉水孝之、作曲・編曲：三宅英明、コーラス：雪菜）
3. Let's Go!! (Instrumental)
4. 日常ドリーマー (Instrumental)

## 特典
初回封入特典 (各Type)
- 生写真1枚ランダム封入 (全4種、内1種は枚数薄のレアカード)
- タワーレコード絵柄
- HMV絵柄
- キャラアニ絵柄
- UNIVERSAL MUSIC STORE絵柄
- その他